# ヴワディスワフ・ビャウィ

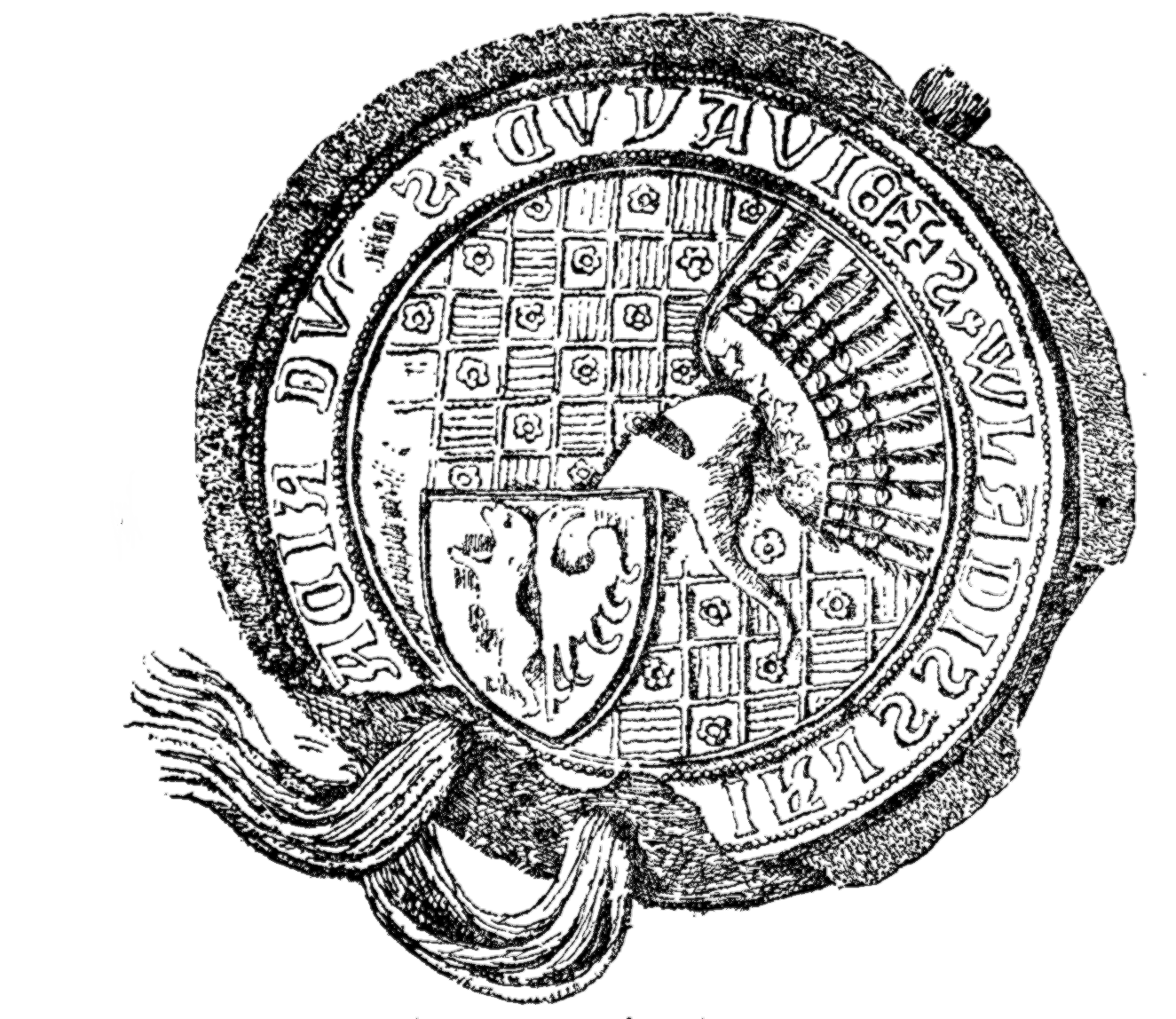
ヴワディスワフ白公の印璽、1355年以後

ヴワディスワフ・ビャウィ（Władysław Biały, 1327年/1333年 - 1388年2月29日）は、グニェフコヴォ公。ポーランド王カジミェシュ3世の従弟であるグニェフコヴォ公カジミェシュ3世の息子（母は不明）。白公（Biały）の異称で呼ばれた。父方の伯母にハンガリー王妃となったフェネンナが、姪孫にポーランド女王ヤドヴィガがいる。

## 生涯
1347年から1350年の間に父が死去し、ヴワディスワフはグニェフコヴォを相続した。グニェフコヴォ公国は1314年、父カジミェシュが大叔父であるヴワディスワフ1世によるポーランド統合政策が進む中で創設した小規模な公国であった。1359年、ヴワディスワフはスチェルツェ公アルベルトの娘エルジュビェタと結婚した。しかしエルジュビェタとは結婚して1、2年後（1360年か1361年）に死別し、悲しみに打ちのめされたヴワディスワフは、自分の封建上の主君であるポーランド王カジミェシュ3世に1000フローリンで公国を売却することを決めた（1363年または1364年）。
その後、ヴワディスワフは旅行または巡礼のためにポーランドを離れた。旅行でマルボルク、プラハ、エルサレムなどをめぐり歩き、最終的にはフランスに流れ着いてアヴィニョンで教皇ウルバヌス5世と謁見、1366年にはシトー会の経営するシトー修道院に入った。しかし、翌1367年にはディジョンのベネディクト会修道院に移っている。
1370年にポーランドでカジミェシュ3世が死去すると、聖職者の身分から俗人の身分に戻らないうちに、ヴワディスワフはかつての自分の公国に帰った。ところがポーランド王位を継承したハンガリー王ラヨシュ1世（姪エリザベタ・コトロマニッチの夫）は、復権を望むヴワディスワフを支援するのを拒んだ。そこでヴワディスワフはポーランド王位を要求して、ラヨシュ1世に対する反乱を起こした。しかし反乱は失敗し、1375年から1377年の間にヴワディスワフはラヨシュ1世と和平を結んだ。約定により、ヴワディスワフは1万フローリンの補償金を受け取る代わりに、ポーランド王位請求権を完全に放棄することになった。またラヨシュ1世はヴワディスワフにハンガリーの都市パンノンハルマにある修道院の院長の地位を与えた。ヴワディスワフは1379年までパンノンハルマにいたが、ラヨシュ1世からの補償金の支払いが滞るとクヤヴィに戻り、残金を支払うようラヨシュ1世に圧力をかけ、ついにはフランスに舞い戻ってディジョンの修道院に引きこもった。
その冒険に満ちた生涯から、歴史家ヨアヒム・レレヴェルは彼を「ランスロット王」と呼んだ。1382年にラヨシュ1世が死去すると、アヴィニョンの教皇クレメンス7世はヴワディスワフを還俗させたが、ヴワディスワフは公国を取り戻すことは出来ず、1388年にディジョンで没した。彼の死により、クヤヴィ・ピャスト家は最終的に断絶した。